# II Conferenza internazionale sull'educazione dei sordomuti
La II Conferenza internazionale sull'educazione dei sordomuti (in lingua inglese Second International Congress on Education of the Deaf ed in lingua francese Deuxième congrès international sur l'éducation des sourds) nota come Congresso di Milano del 1880 è una storica conferenza svoltasi a Milano dal 6 all'11 settembre del 1880 ove educatori di vari paesi del mondo si riunirono per decidere il futuro dell'educazione dei sordi. Da lì, dichiararono che l'educazione orale fosse superiore all'educazione manuale e passarono una risoluzione che proibì l'uso della lingua dei segni nelle scuole.

## Storia
Il congresso viene fatto a Milano, nel Regno d'Italia, nel Regio Istituto Tecnico di Santa Marta, nel 1880. Fu un evento storico che cambiò radicalmente il metodo d'insegnamento dal bilinguismo (lingua dei segni e metodo dell'oralismo) al metodo dell'oralismo come unico metodo d'insegnamento.

## Delegati
Nel Congresso di Milano vi parteciparono 164 delegati di vari Paesi. Solo uno di loro, James Denison, era sordo. La conferenza fu presieduta dall'abate Giulio Tarra, rettore dell'allora Pio Istituto per Sordomuti poveri di campagna di Milano. 
| Nazionalità | Numero di Delegati |
| ----------- | ------------------ |
| Italia      | 87                 |
| Regno Unito | 5                  |
| Francia     | 55                 |
| Stati Uniti | 5                  |
| Svezia      | 3                  |
| Germania    | 1                  |
| Belgio      | 1                  |

La nazionalità del resto dei delegati è ignota. I cinque delegati statunitensi presenti erano James Denison, Edward Miner Gallaudet, Reverendo Thomas Gallaudet, Isaac Lewis Peet e Charles A. Stoddard. Tutti loro, essendo vicini alla comunità dei sordi e che avevano perfino portato un sordo come rappresentante della comunità dei sordi, erano i sostenitori della lingua dei segni. 

## Opposizione
I delegati degli Stati Uniti e del Regno Unito erano gli unici ad opporsi sull'uso dell'oralismo come unico metodo d'istruzione ma non hanno avuto successo a convincerli durante i dibattiti nel congresso. Edward Miner Gallaudet e il reverendo Thomas Gallaudet erano tra coloro che di più manifestarono il disaccordo sulla scelta maggioritaria. 
Non essendo riuscito a ribaltare le risoluzioni a Milano, Gallaudet assicurò che l'educazione dei sordi negli Stati Uniti non si sarebbe convertita completamente all'oralismo come unico metodo di insegnamento della lingua parlata ai sordi. Continuò con la sua filosofia nelle scuole superiori e nella Gallaudet College (oggi Gallaudet University) assicurandosi che i sordi potessero continuare ad avere pieno accesso all'educazione tramite la loro lingua madre, la lingua visuale, ovvero la lingua dei segni americana.